# Satrampadu
Satrampadu es una ciudad censal situada en el distrito de Godavari Oeste en el estado de Andhra Pradesh (India). Su población es de 6393 habitantes (2011). Se encuentra a 57 km de Vijayawada y a 3 km de Eluru.

## Demografía
Según el censo de 2011 la población de Satrampadu era de 6393 habitantes, de los cuales 3153 eran hombres y 3240 eran mujeres. Satrampadu tiene una tasa media de alfabetización del 88,45%, superior a la media estatal del 67,02%: la alfabetización masculina es del 91,61%, y la alfabetización femenina del 85,35%.